# À l'orée de la forêt vierge
 (septembre 2016).
Si vous disposez d'ouvrages ou d'articles de référence ou si vous connaissez des sites web de qualité traitant du thème abordé ici, merci de compléter l'article en donnant les références utiles à sa vérifiabilité et en les liant à la section « Notes et références ».

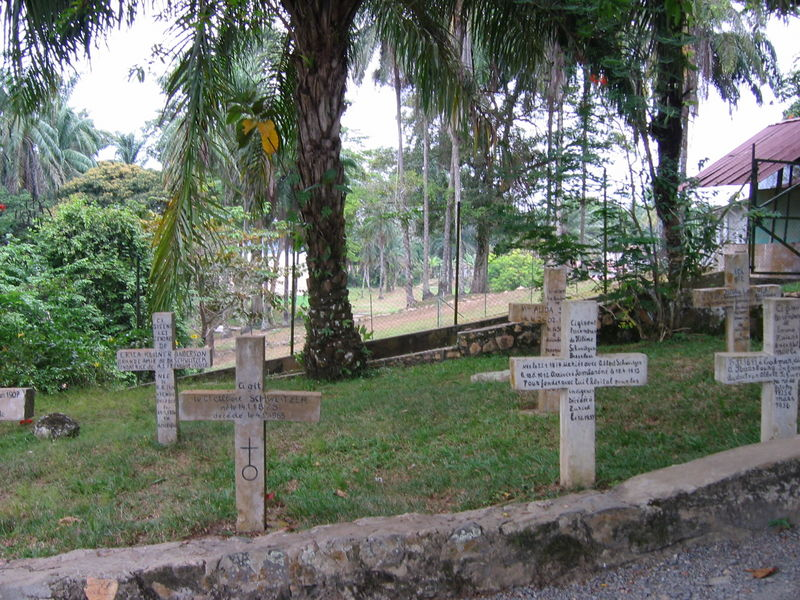
Tombe d'Albert Schweitzer à Lambaréné.

À l'orée de la forêt vierge est un récit d'Albert Schweitzer publié en 1923.

## Résumé
Alsacien, à 30 ans, en 1913 Albert Schweitzer part comme médecin missionnaire à Lambaréné au Gabon, juste au sud de l'équateur, dans la vallée de l'Ogooué couverte de forêt vierge. L'alcool fait des ravages depuis 20 ans. Il utilise le poulailler du précédent comme hôpital. Chaque malade est numéroté pour retrouver son dossier (30 à 40/j[pas clair]). Beaucoup d'enfants meurent de pneumonie. Les feuilles de tabac servent de monnaie et les intoxications par nicotine sont légion. Ils[Qui ?] font une baraque en tôle servant d'hôpital. Les forêts sont exploitées depuis 20 ans mais seulement au bord de l'eau pour le transport. La découpe fin bout[Quoi ?] est de 60 cm. La chasse en forêt vierge est impossible. Les billes de bois de quatre à cinq tonnes sont poussées par 30 hommes. Le cubage se fait sur l'eau. Les billes sont liées par des lianes pour former des trains. Il faut 15 jours pour faire 280 km. On exploite 150kt/an[Quoi ?], surtout acajou et okoumé. Les éléphants dévastent les bananeraies.